# UB40 (album)
UB40 è l'ottavo album in studio del gruppo musicale britannico UB40, pubblicato nel 1988. Quest'album contiene il singolo "Breakfast in Bed" con Chrissie Hynde, che raggiunse il numero 6 nelle classifiche del Regno Unito.

## Tracce
1. Dance With the Devil – 5:43
2. Come Out to Play – 3:15
3. Breakfast in Bed – 3:21
4. You're Always Pulling Me Down – 4:02
5. I Would Do For You – 5:36
6. 'Cause It Isn't True – 2:58
7. Where Did I Go Wrong – 3:52
8. Contaminated Minds – 4:48
9. Matter of Time – 3:22
10. Music So Nice – 3:41
11. Dance with the Devil (Reprise) – 2:16